# صلیب سرخ پاپوآ گینه نو
صلیب سرخ پاپوآ گینه نو(به انگلیسی: Papua New Guinea Red Cross Society) در سال ١٩٧٧ تأسیس گردید.مرکز فرماندهی این سازمان در پورت مورسبی واقع شده‌است.